# Georgius Colvenerius
Georgius Colvenerius (Gempe, 21 mei 1564 — Dowaai, 29 mei 1649), ook bekend als Georges Colveniers of (in het Frans) als Georges Colvenère, was een Zuid-Nederlands filosoof en theoloog. Hij was proost van de collegiale Sint-Pieterskerk van Dowaai en kanselier van de Universiteit van Dowaai.

## Leven
Colvenerius werd geboren in Gempe, een gehucht dat deel uitmaakt van Sint-Joris-Winge. Hij liep school in Aalst en trad vervolgens in dienst bij het leger. Ontgoocheld door het militaire leven vertrok hij naar Dowaai, toen nog een Vlaamse stad. Hij studeerde er achtereenvolgens wijsbegeerte en godgeleerdheid aan het Koningscollege, dat deel uitmaakte van de Universiteit van Dowaai. Boudewijn Bouwens en Willem Hessels van Est waren enkele van zijn leraars.
Na zijn studies was Colvenerius vier jaar lang professor in de wijsbegeerte, en in 1593 behaalde hij zijn licentie in de godgeleerdheid. Hij werd verder nog censor aan de universiteit. In 1595 werd hij aangesteld als bestuurder van het Hennin-seminarie en vier jaar later, in 1599, werd hij tot doctor in de theologie en koninklijk professor benoemd. Na het overlijden van Estius, in 1613, werd Colvenerius proost van de collegiale Sint-Pieterskerk en kanselier van de Universiteit van Dowaai.
Colvenerius overleed op 29 mei 1649 in de universiteitsstad Dowaai.

## Werken
Colvenerius heeft vooral faam verworven met zijn edities van middeleeuwse teksten. Een selectie:
- Ioannes Nyder (1602). Formicarium (G. Colvenerius, Ed. & comm.). Duaci: Ex officina B. Belleri.
- Thomas Cantipratanus (1603). De Bono Vniuersali, siue de Apibus mysticis (G. Colvenerius, Ed. & comm.). Duaci.
- Baldericus Noviomensis et Tornacensis (1615). Chronicon Cameracense et Atrebatense sive Historia utriusque ecclesiae (G. Colvenerius, Ed. & comm.). Duaci: Ex officina I. Bogardi.
- Flodoardus Presbyter & Canonicus (1617). Historia Ecclesiae Remensis lib. IV. cum Scholijs (G. Colvenerius, Ed. & schol.).

- Bibliothèque nationale de France: cb13479273n (data)
- Catàleg d'autoritats de noms i títols de Catalunya: 981058611546606706
- Gemeinsame Normdatei: 100088287
- International Standard Name Identifier: 0000 0001 0882 2402
- Library of Congress Control Number: n91055601
- Nationale Bibliotheek van Tsjechië: uk2011654866
- Nationale bibliotheek van Australië: 50156594
- Nationale Bibliotheek van Israël: 987007303899205171
- Nederlandse Thesaurus van Auteursnamen: 070852243
- Réseau des bibliothèques de Suisse occidentale: 02-A023978156
- Istituto Centrale per il Catalogo Unico: RMLV032216
- Système universitaire de documentation: 111834724
- Trove: 1503045
- Virtual International Authority File: 27216560
- WorldCat: E39PBJcwwCJm4Kxq6tHVC7fKBP